# Südharzer Zechsteingürtel
Der Südharzer Zechsteingürtel ist eine durch Karsterscheinungen geprägte Hügellandschaft am südlichen Harzrand in den Landkreisen Göttingen, Nordhausen und Mansfeld-Südharz.

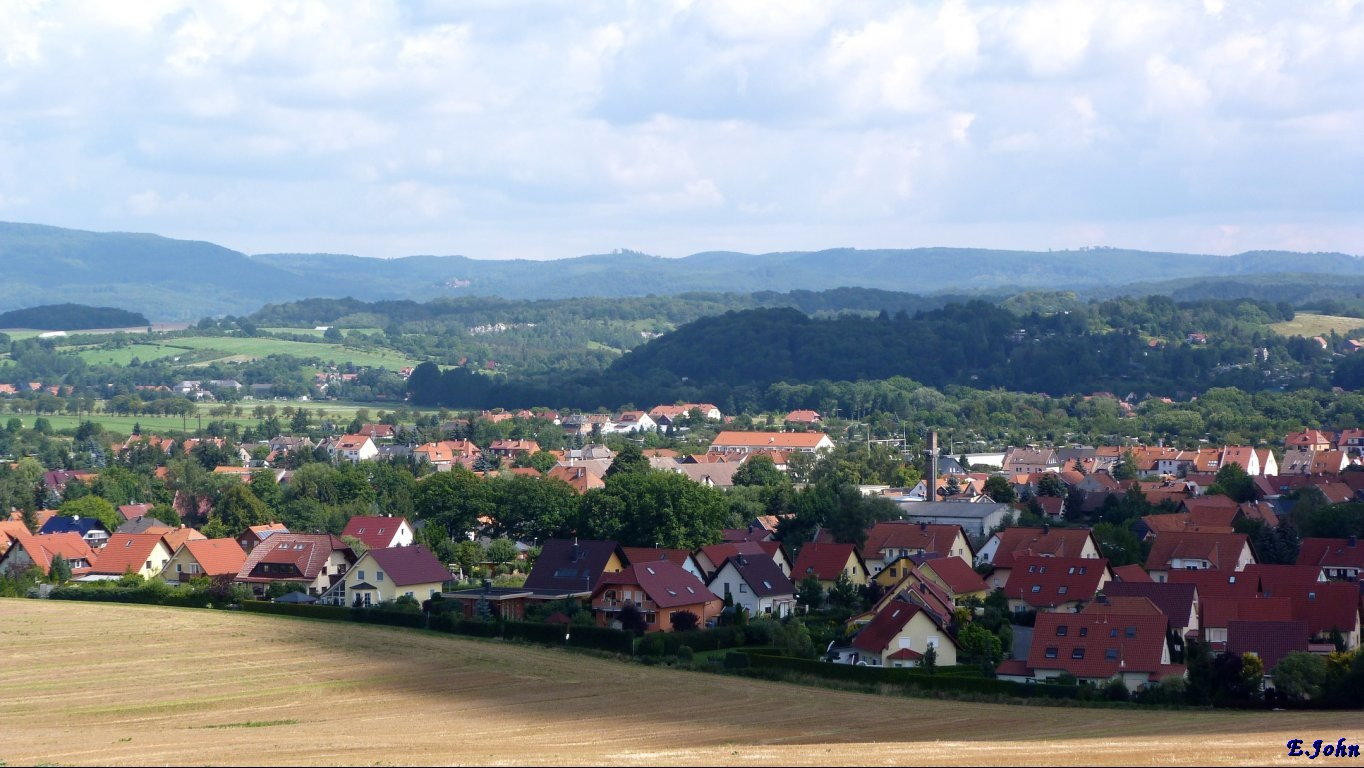
Die Landschaft nördlich von Nordhausen-Salza

Die Landschaft hebt sich von den meisten Nachbarlandschaften durch anstehenden Zechstein ab und zählt zur Südharzregion.

## Geographische Lage
Der Südharzer Zechsteingürtel erstreckt sich als schmaler Streifen von einem bis zu sieben Kilometern Breite und bis etwa 60 Kilometer Länge zwischen Bad Lauterberg im Westen, Nordhausen im Süden und dem nördlichen Sangerhausen im Osten. Wichtige Ortschaften sind Bad Sachsa und Ellrich im westlichen Teil, Niedersachswerfen und Rottleberode im mittleren Teil und Questenberg und Großleinungen im östlichen Teil.
Zwischen Ellrich und Bad Sachsa verlief die ehemalige Innerdeutsche Grenze und ist jetzt Teil des Grünen Bandes.

## Naturräumliche Einordnung
Der ca. 267 km² Gesamtfläche einnehmende Südharzer Zechsteingürtel gliedert sich innerhalb der naturräumlichen Haupteinheitengruppe Thüringer Becken (mit Randplatten) wie folgt:
- (zu 47/48 Thüringer Becken (mit Randplatten))
  - 485 Südharzer Zechsteingürtel
    - 485.0 Walkenrieder Zechsteinhügelland
    - 485.1 Petersdorfer Zechsteinhügelland
    - 485.2 Uftrunger Zechsteingürtel
    - 485.3 Talfluren der südlichen Harzflüsse
      - 485.30 Zorgetal
      - 485.31 Beretal
      - 485.30 Thyratal

Benachbarte Naturräume und Landschaften des Südharzer Zechsteingürtels sind im Uhrzeigersinn im Norden beginnend:
- der Harz mit dem Oberharz (Ravensberg: 659 m), Unterharz (Poppenberg: 601 m) und der Östlichen Harzabdachung (Hoher Kopf: 457 m) im Norden
- das Unteres Unstrut-Berg- und Hügelland im östlichen und mittleren Süden
- das Nordthüringer Hügelland im westlichen Süden
- im Westen geht das Südwestliche Harzvorland mit dem Bartolfelder und Scharzfelder Zechsteingebieten ohne scharfe Grenze in den Südharzer Zechsteingürtel über

### Einstufung nach TLUG
Nach der rein innerthüringischen Einteilung Die Naturräume Thüringens der Thüringer Landesanstalt für Umwelt und Geologie in Jena (TLUG) ist der Südharzer Zechsteingürtel Teil der 117 km² Einheit 7.1 Zechsteingürtel am Südharz innerhalb der großen Einheit Zechsteingürtel an Gebirgsrändern.
In dem vom Handbuch abweichenden Landschaftssteckbriefen des BfN wird der gleichnamige Südharzer Zechsteingürtel mit einer Fläche von 215 km² angegeben.

## Geologie und Natur
Geologisch geprägt wird die Landschaft durch den Gips des Zechstein, durchsetzt mit Kalkgesteinen und Dolomit. Im mittleren Abschnitt hat die bergbaumäßige Gewinnung von Gips die Landschaft stark geprägt. In den Flusstälern finden sich Gesteinschotter aus dem Harzgebirge. Typisch für die Region sind zahlreiche Karstquellen, Erdfälle, Schwindenbecken (Bauerngraben bei Agnesdorf), Bachschwinden und einige Höhlen (Heimkehle).
Das flach nach Süden abfallende Gebiet ist durch die zahlreichen südlichen Harzflüsse stark gegliedert. Der Zechsteingürtel wird landwirtschaftlich genutzt, es gibt aber auch kleinere und größere Waldgebiete (z. B. Alter Stolberg). Daneben gibt es viele offene Karstflächen, die durch Trockenhänge und Steppenheiden mit ihrer seltenen Flora und Fauna gekennzeichnet sind.
Neben dem Biosphärenreservat Karstlandschaft Südharz gibt es zahlreiche Landschafts- und Naturschutzgebiete.

## Berge
In der stark gegliederten Hügellandschaft sind die wichtigsten Berge von West nach Ost:
- Römerstein (345,0 m), südlich von Steina
- Langenberg (336,8 m), südlich von Ellrich
- Kohnstein (334,9 m), südwestlich von Niedersachswerfen
- Buchholzer Berg (350,1 m), bei Rüdigsdorf (Rüdigsdorfer Schweiz)
- Königskopf (357,7 m), westlich von Stempeda (Alter Stolberg)
- Hoher Kopf (351,1 m), südlich von Breitungen
- Roter Kopf (339,8 m), östlich von Questenberg
- Pufferberg (373,3 m), nordöstlich von Pölsfeld

## Gewässer
Zahlreiche kleine Flüsse und Bäche aus den südlichen Harzbergen queren den Zechsteingürtel in Richtung der Helme, u. a. (Uffe, Wieda, Zorge, Bere, Sülze, Thyra, Nasse, Leine, Gonna).
Das Gebiet selbst ist durch die Karstlandschaft geprägt. Ein Teil der Niederschläge, aber auch kleinere Bachläufe (wie der Glasebach, Dinsterbach und Ankenbach) versickern im Untergrund (Bachschwinden) und treten an anderer Stelle wieder zu Tage (z. B. Salzaspring). Anderseits gibt es in verschiedenen Regionen auch zahlreiche kleine Seen und Teiche (Itelteich bei Walkenried, Kranichteiche bei Bad Sachsa und Erdfallsee bei Liebenrode).

## Touristik
Der Südharz mit seiner abwechslungsreichen Landschaft und Natur ist ein interessantes Wandergebiet, unter anderem mit dem Karstwanderweg, der die verschiedenen Besonderheiten der Landschaft erschließt.
Sehenswürdigkeiten sind:
- Heimkehle, eine Höhle bei Uftrungen
- Gedenkstätte KZ Mittelbau-Dora bei Nordhausen
- Herrenhaus Walkenried
- Kloster Walkenried
- Flohburg
- Naturdenkmal Kelle-Höhle bei Appenrode